# Comicstorian
Comicstorian, eigentlich Ben Potter (* 18. Mai 1984; † 8. Juni 2024 in Fort Collins, Colorado), war ein US-amerikanischer Webvideoproduzent.

## Leben und Wirken
Potter wuchs im US-Bundesstaat Rhode Island auf und lebte zuletzt in Windsor, Colorado. Er betrieb zehn Jahre lang auf dem Videoportal YouTube einen Kanal, auf dem er Superhelden-Comics beispielsweise der Verlage Marvel und DC thematisierte und unter anderem diese zu Hörspielen vertonte.  Zuletzt verzeichnete sein Kanal mehr als drei Millionen Follower. Er starb im Juni 2024 im Alter von 40 Jahren bei einem Verkehrsunfall, bei dem er sich mit seinem Fahrzeug überschlagen und schwere Kopfverletzungen erlitten hatte. Er hinterließ seine Ehefrau, die seinen Kanal weiterführt.